# Julius Wiggers

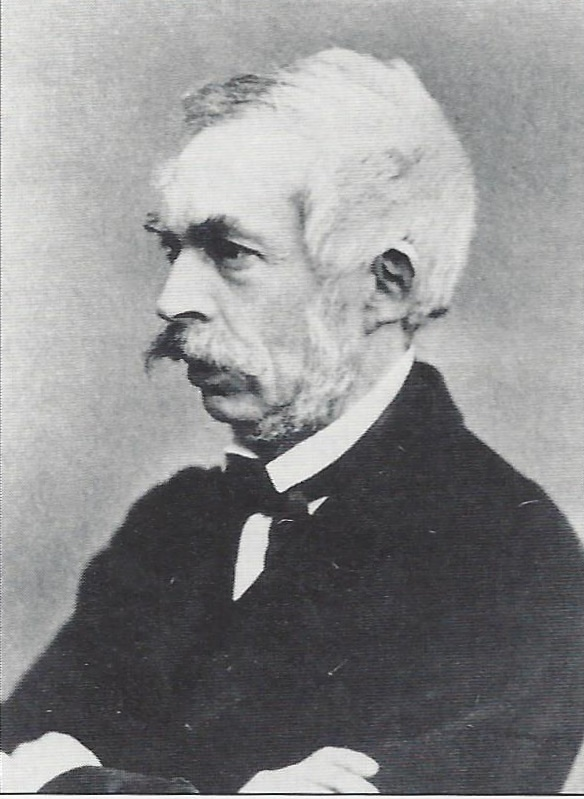
Julius Wiggers

Julius Otto August Wiggers (* 17. Dezember 1811 in Rostock; † 7. März 1901 ebenda) war ein deutscher Theologe, Hochschullehrer und Schriftsteller.

## Leben
Julius Wiggers war der ältere von zwei Söhnen des Rostocker Theologen, Hochschullehrers und späteren Universitätsrektors Gustav Friedrich Wiggers und der Wilhelmine Henriette, geb. Wolff (* 13. September 1789; † 30. September 1860). Sein jüngerer Bruder war der Jurist und (bis zu seiner Verurteilung und Amnestierung) Rechtsanwalt Moritz Wiggers.
Er studierte ab Mai 1831 Philosophie und Evangelische Theologie an der Universität Rostock. Später wechselte er für dieselben Fächer an die Friedrich-Wilhelms-Universität Berlin. An der Rheinischen Friedrich-Wilhelms-Universität Bonn konnte er 1835 sein Studium erfolgreich mit der Promotion zum Dr. phil. beenden.
1840 habilitiert, wurde er a.o. Professor für Theologie an der Universität Rostock. Seit seinem Studium politisch interessiert und engagiert, wurde Wiggers 1848/49 mit seinem Bruder Moritz Wiggers als Mitglied der Konstituierenden Abgeordnetenversammlung der beiden Teilstaaten Mecklenburg-Schwerin und Mecklenburg-Strelitz ins erste demokratische Parlament Mecklenburgs gewählt, dem er bis zur Auflösung 1850 angehörte.
Wie viele standhafte Demokraten seiner Zeit hatte Wiggers nach der Deutschen Revolution 1848/49 die Reaktionsära zu ertragen, was auch bei ihm zu quasi Berufsverbot und Karriereende führte. 1850/51 konnte er sich zwar noch erfolgreich gegen die gesetzwidrige Hausdurchsuchung durch das Bützower Criminal-Collegium  wehren; im Sommer 1852 wurde er aber seines akademischen Lehramtes enthoben. 1853 wurde er im Rostocker Hochverratsprozess angeklagt und zu 15 Monaten Haft verurteilt, die er bis 1857 verbüßte. Danach blieb Wiggers eine neuerliche Anstellung als Hochschullehrer versagt. Er kehrte nach Rostock zurück, wo er sich fortan als freier Schriftsteller durchschlug.
1867 wurde Wiggers als Abgeordneter des Reichstagswahlkreis Großherzogtum Mecklenburg-Schwerin 6 (Güstrow–Ribnitz) in den Reichstag (Norddeutscher Bund) gewählt, dem er bis zur Reichstagswahl 1871 angehörte. Von 1877 bis 1881 vertrat er den Wahlkreis erneut als Abgeordneter. Im Reichstag schloss er sich keiner Fraktion an und blieb ein unabhängiger Liberaler.
Julius Wiggers war seit 1853 mit Auguste geb. Schnelle (1832–1884) verheiratet, einer Tochter seines Kampfgefährten und demokratischen Gesinnungsgenossen, des Juristen und Gutsbesitzers Samuel Schnelle (1803–1877). Aus der Ehe gingen mindestens vier Kinder hervor, darunter mehrere Söhne. Wiggers starb im Alter von 89 Jahren.

## Werke (Auswahl)
- Geschichte der evangelischen Mission. 2 Bände. Hamburg 1845/1846
- [mit Moritz Wiggers]: Geschichte der drei Mecklenburgischen Landesklöster Dobbertin, Malchow und Ribnitz. Erste Hälfte: Von der Stiftung der drei Klöster bis zur Überweisung derselben an die Stände im Jahre 1572. G. B. Leopoldsche Universitätsbuchhandlung, Rostock 1848 (Digitalisat des Exemplars der Bayerischen Staatsbibliothek), mehr nicht erschienen
- Grammatik der plattdeutschen Sprache. In Grundlage der Mecklenburgisch-Vorpommerschen Mundart. Hamburg 1858.
- Kirchengeschichte Mecklenburgs. 1840 (Digitalisat des Exemplars der Bayerischen Staatsbibliothek)
- Kirchliche Statistik oder Darstellung der gesammten christlichen nach ihrem gegenwärtigen äußeren und inneren Zustände. 2 Bände. Perthes, Hamburg/Gotha 1842/43
  - Band 1 (Digitalisat des Exemplars der Bayerischen Staatsbibliothek)
  - Band 2 (Digitalisat des Exemplars der Bayerischen Staatsbibliothek)
- Die kirchliche Bewegung in Deutschland in einer Reihe von öffentl. geh. Vorträgen dargestellt. Leopold, Rostock 1848 (Digitalisat des Exemplars der Bayerischen Staatsbibliothek)
- Die Mecklenburgische constituirende Versammlung und die voraufgegangene Reformbewegung. Eine geschichtliche Darstellung. 1850 (Digitalisat des Exemplars der Bayerischen Staatsbibliothek)
- Das Verfassungsrecht im Großherzogtum Mecklenburg-Schwerin. Berlin 1860
- Vierundvierzig Monate Untersuchungshaft. Ein Beitrag zur Geschichte des Rostocker Hochverratsprozesses. Berlin 1861 (Digitalisat des Exemplars der Bayerischen Staatsbibliothek)
- Aus meinem Leben. Hirschfeld, Leipzig 1901 (Digitalisat des Exemplars der Universitätsbibliothek Rostock)